# معركة كوفيفيل
معركة كوفيفيل (بالإنجليزية: Battle of Coffeeville)‏ ، هي معركة وقعت في 5 ديسمبر 1862 ، وهي بمثابة اشتباك عسكري خلال الحرب الأهلية الأمريكية ووقعت المعركة بالقرب من كوفيفيل ، ميسيسيبي .

## خلفية

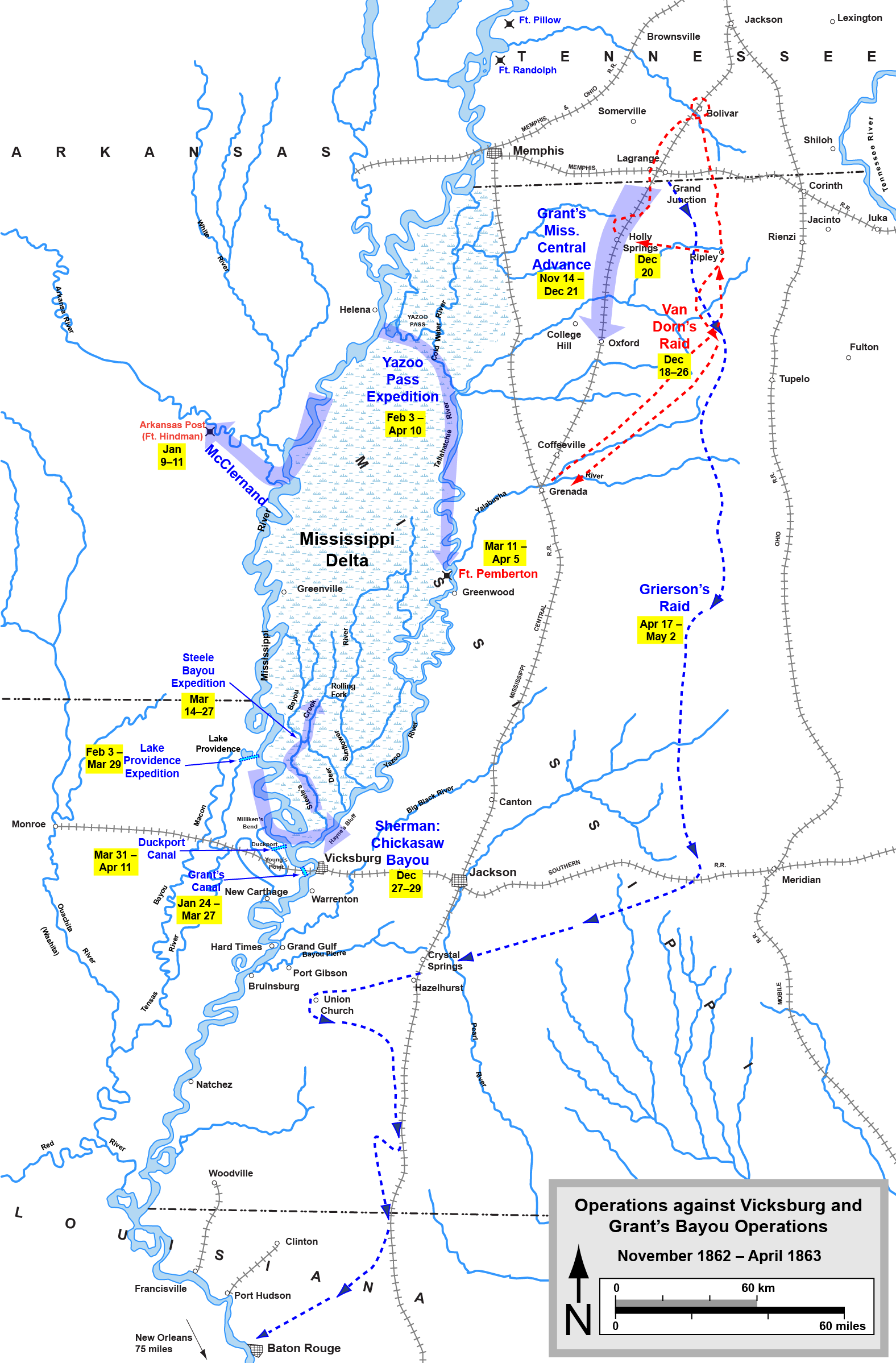
عمليات ضد عمليات فيكسبرغ وجرانت بايو.

بحلول نوفمبر 1862 ، كان شمال المسيسيبي في سقط في أيدي جيش الاتحاد وذلك بعد انتصار رئيسي، لكنه مكلف، في شيلوه وإوكا وكورنثوس . بدأ الجنرال أوليسيس س. غرانت حملة السكك الحديدية المركزية في ميسيسيبي، وهي حملة برية (تتبع خط السكك الحديدية الرئيسي في قلب ميسيسيبي، واستولت على المدن والسكك الحديدية على طول الطريق) إلى ميسيسيبي بهدف الاستيلاء على فيكسبيرغ التي يسيطر عليها الجنرال ويليام تيكومسيه شيرمان ، الذي كان سيتبع طريق النهر للجنوب.
بعد هزيمته في معركة كورينث، كان الميجور جنرال إيرل فان دورن في غرب تينيسي في التراجع. وفي خلال معركة جسر هاتشي، نجح فان دورن في التهرب من قبضة جيش الاتحاد. استمر الجيش الكونفدرالي في التراجع عبر أكسفورد ثم كوفيف ، حيث كان هناك دائما وباستمرار اشتباكات مع ملاحقية من سلاح الفرسان الاتحادي، الذين كانوا متقدمين باتجاه جرانت.

## ترتيب المعركة

### الاتحاد
سلاح الفرسان، جيش تينيسي - العقيد ثيوفيلوس لايل ديكي
| الفرقة        | أفواج وغيرها |
| ------------- | --- |
| سلاح الفرسان  | - فرسان إلينوي الرابعة : العقيد ثيوفيلوس لايل ديكي - فرسان إلينوي السادسة : العقيد بنيامين غريرسون - فرسان أيوا الثاني : العقيد إدوارد هاتش - فرسان كانساس السابع : ب. ج. ألبرت ليندلي لي - فرسان ميشيغان الثالث: العقيد جون كيمب ميزنر - فرسان أوهايو الخامس : ماج إلبريدج جي |
| سلاح المدفعية | - مدفعية إلينوي 2 (المدفعية الخفيفة) |

### الكونفدرالية
الفيلق الأول للمشاة، جيش غرب تينيسي - جنرال مانسفيلد لوفيل
| قطاع                              | الفرقة                                  | أفواج وغيرها |
| --------------------------------- | --------------------------------------- | --- |
| الفرقة الأولى العميد لويد تيلجمان | اللواء الأول العميد وليام إدوين بالدوين | - مشاة كنتاكي الثامنة : العقيد هيلان ب. ليون - مشاة المسيسيبي الرابعة عشرة: الرائد واشنطن ل. دوس - مشاة مسيسيبي الثالثة والعشرون: الملازم مكارلي - 26 مشاة ميسيسيبي: الرائد تولي ف. باركر |
| الفرقة الأولى العميد لويد تيلجمان | سلاح الفرسان العقيد ويليام هيكس جاكسون  | - فرسان تينيسي السابع |
| الفرقة الأولى العميد لويد تيلجمان | سلاح المدفعية الكابتن كولبيرتسون        | - مدفعية كمبرلاند الخفيفة، كنتاكي (قسم واحد): هيدين |
| الشعبة الثانية ألبرت روست         | اللواء الثاني العقيد ألبرت بي تومسون    | - مشاة أركنساس التاسعة : العقيد إسحاق دنلوب - مشاة كنتاكي الثالثة |
| منفصل                             | المشاة                                  | - مساة أركنساس العشرون |
| منفصل                             | سلاح المدفعية                           | - قسم من الشعبة أ وقسم من الشعبة ب، مدفع بوانت كوبي |

## المعركة
خارج كوفيفيل، قررت قيادة الكونفدرالية نصب كمين لسلاح الفرسان وفي 5 ديسمبر، تحت قيادة العميد لويد تيلغمان، رجال بالدوين ، تيلغمان ولواء المدفعية وبدعم من وحدة جاكسون، تخفوا على سلسلة من التلال المغطاة بالاشجار بجانب مع كوفيفيل .
حوالي الساعة 2:30 مساءً، اقترب فرسان الاتحاد (بقيادة العقيد ثيوفيلوس لايل ديكي ) من كوفيفيل ضمن مسافة ميل واحد. وعندما كان سلاح الفرسان على بعد 50 ياردة من مواقع الكونفدرالية، تم إطلاق النار عليهم من قبل المدفعية، تليها وابل من نيران المشاة. وبعد سلسلة من المناوشات، أجبر الكونفدراليون سلاح الفرسان الاتحادي من التراجع نحو ثلاثة أميال توقفت المطاردة وعاد الكونفدراليون إلى مجددا الي موقع الكمين ومن ثم تراجع سلاح الفرسان الاتحادي إلى وادي كوفيفيل. واستمر القتال من حوالي الساعة 4 مساء حتى حلول الظلام.